# Comté d'Iron (Michigan)
Pour les articles homonymes, voir Comté d'Iron.
Le comté d'Iron (Iron County en anglais) est situé dans le sud-ouest de la péninsule supérieure de l'État de Michigan, sur la frontière avec l'État du Wisconsin. Iron signifie « fer » en anglais. Son siège est à la ville de Crystal Falls. Selon le recensement de 2000, sa population est de 13 138 habitants.

## Géographie
Le comté a une superficie de 3 137 km2, dont 3 021 km2 en surfaces terrestres.

### Comtés adjacents
- Comté de Houghton (nord)
- Comté de Baraga (nord)
- Comté de Marquette (nord-est)
- Comté d'Ontonagon (nord-ouest)
- Comté de Dickinson (est)
- Comté de Gogebic (ouest)
- Comté de Florence, Wisconsin (sud-est)
- Comté de Forest, Wisconsin (sud)
- Comté de Vilas, Wisconsin (sud-ouest)